# Thunder In The Sky
Thunder In The Sky – EP amerykańskiej grupy heavymetalowej Manowar.

## Lista utworów[1]
CD 1:
1. „Thunder In The Sky” – 4:24
2. „Let The Gods Decide” – 3:37
3. „Father” – 3:52
4. „Die With Honor (Edit Version)” – 4:19
5. „The Crown And The Ring (Metal Version)” – 4:57
6. „God Or Man” – 4:52

CD 2:
1. „Tatko (Father – Bulgarian Version)” – 4:13
2. „Otac (Father – Croation Version)” – 4:13
3. „Isä (Father – Finnish Version)” – 4:13
4. „Mon Père (Father – French Version)” – 4:13
5. „Vater (Father – German Version)” – 4:13
6. „Πατέρα (Father – Greek Version)” – 4:13
7. „Apa (Father – Hungarian Version)” – 4:13
8. „Padre (Father – Italian Version)” – 4:13
9. „父 (Father – Japanese Version)” – 4:13
10. „Far (Father – Norwegian Version)” – 4:13
11. „Ojciec (Father – Polish Version)” – 4:13
12. „Pai (Father – Portuguese Version)” – 4:13
13. „Tată (Father – Romanian Version)” – 4:13
14. „Padre (Father – Spanish Version)” – 4:13
15. „Baba (Father – Turkish Version)” – 4:13

## Twórcy
- Eric Adams – śpiew
- Karl Logan – gitara
- Donnie Hamzik – perkusja
- Joey DeMaio – gitara basowa